# THE COMPLETE SS
『THE COMPLETE SS』（ザ・コンプリート・エスエス）は、Sound Scheduleの1作目の2枚組ベストアルバム。2006年9月20日にDANGUY RECORDSより発売された。

## 概要
アルバムとしては前作『ビオトープ』から約1年6か月ぶり、Sound Scheduleとしては初のベストアルバムである。Sound Scheduleの解散前のファイナルツアー「Sound Life 〜ありがとう〜」の公演初日に合わせてリリースされた。
Disc1は（DVD同梱シングル含む）シングル表題曲9曲、Jリーグジュビロ磐田イメージソング「クライマックス」と新録された「同じ空の下で」の新曲2曲が収録されており、初回限定盤はCD EXTRA仕様となっている。Disc2はカップリング曲10曲をそれぞれ収録している。

## 収録曲

### Disc1
1. 吠える犬と君 [4:41]
作詞・作曲：大石昌良
編曲：Sound Schedule
2. 君という花 [4:15]
作詞・作曲：大石昌良
編曲：Sound Schedule
3. 幼なじみ [4:33]
作詞・作曲：大石昌良
編曲：Sound Schedule
4. ピーターパン・シンドローム [4:35]
作詞・作曲：大石昌良
編曲：Sound Schedule
5. ことばさがし [5:33]
作詞・作曲：大石昌良
編曲：Sound Schedule
6. さらばピニャコラーダ [3:38]
作詞・作曲：大石昌良
編曲：Sound Schedule
7. スペシャルナンバー [4:26]
作詞・作曲：大石昌良
編曲：Sound Schedule
8. アンサー [5:08]
作詞：大石昌良
作曲：川原洋二
編曲：Sound Schedule
9. 甘い夜 [3:38]
作詞・作曲：大石昌良
編曲：Sound Schedule
10. 同じ空の下で（新曲） [4:39] 
作詞：大石昌良
作曲：川原洋二
編曲：Sound Schedule
11. クライマックス（新曲） [4:19]
作詞：Sound Schedule
作曲：大石昌良・川原洋二・鈴木兼隆
編曲：Sound Schedule

初回限定盤CDエクストラ映像
1. 世直しブッダ LIVE
2. IQ兄弟 LIVE
3. 同じ空の下で LIVE
4. 甘い夜 PV

### Disc2
1. シチューが飲みたくなる唄 [5:10]
作詞・作曲：大石昌良
編曲：Sound Schedule
2. あなたを想う旅 [4:28]
作詞・作曲：大石昌良
編曲：Sound Schedule
3. 竜巻 [4:56]
作詞・作曲：大石昌良
編曲：Sound Schedule
4. 人の子ふたり [4:56]
作詞・作曲：大石昌良
編曲：Sound Schedule
5. 燃やせ煩悩 [4:14]
作詞・作曲：大石昌良
編曲：Sound Schedule
6. 花火 [5:27]
作詞・作曲：大石昌良
編曲：Sound Schedule
7. わけあり [3:45]
作詞・作曲：大石昌良
編曲：Sound Schedule
8. ミーティング [3:35]
作詞・作曲：大石昌良
編曲：Sound Schedule
9. コンパス [4:11]
作詞：大石昌良
作曲：川原洋二
編曲：Sound Schedule
10. 黄金レシピ [5:02]
作詞・作曲：大石昌良
編曲：Sound Schedule